# Stinoplus lapsanae
Stinoplus lapsanae är en stekelart som beskrevs av Graham 1969. Stinoplus lapsanae ingår i släktet Stinoplus och familjen puppglanssteklar.
Artens utbredningsområde är:
- Frankrike.
- Tyskland.
- Spanien.

Inga underarter finns listade i Catalogue of Life.